# Mira (ime)
Mira je žensko osebno ime.

## Izvor imena
Ime Mira je lahko skrajšana oblika zloženih slovanskih imen s sestavino mir(a), npr. Branimira, Kazimira, Vladimira, ali iz nekaterih tujih imen, kot so npr. Mirabella, Miranda, Mirela, Mirjana itd. Možna pa je tudi tvorba iz samostalnika mir z dodajanjem obrazila -a. 
Pomensko je ime Mira sorodno z imeni Irena in Frida.

## Različice imena
Kazimira, Mirica, Mirana, Mirka, Miroslava

## Pogostost imena
Po podatkih Statističnega urada Republike Slovenije je bilo na dan 31. decembra 2007 v Sloveniji število ženskih oseb z imenom Mira: 2.853. Med vsemi ženskimi imeni pa je ime Mira po pogostosti uporabe uvrščeno na 95. mesto.

## Osebni praznik
V koledarju je ime Mira uvrščeno k imenom Irena in Frida oziroma Friderik.